# Lengyel–lovagrendi háború (1435)
Az 1435-ös lengyel–lovagrendi háború a Teuton Lovagrend és Lengyelország konfliktusa, a még 1431-ben kirobbant teuton–lengyel háború folytatása.
Közvetlen előzménye 1433-ban a német lovagok ellen intézett közös táborita–lengyel hadjárat, mely feldúlta Kelet-Pomerániát és Konitz térségét.
A német lovagok elfoglalták Nieszawát, de a lengyelek bevették Neumarkot (ma Nowa Marchia, Lengyelország). Ekkor a lovagok feladták Nieszawát, s a vilkomiri csatában a Kardtestvérek segítette Švitrigaila felett is győzelmet arattak a lengyelek. Még az év végén békét kötöttek II. (Jagelló) Ulászlóval Brześć Kujawskiban. Ez a békeszerződés is, akárcsak a melnói, az 1411-es első thorni béke megerősítése volt, de a vereség immár a negyedik csapás volt az 1410-es grünwaldi csata óta után a Német Lovagrend katonai erejére, amely seregét már főleg német zsoldosokból toborozta.